# گواسیمو
گواسیمو (به انگلیسی: Guácimo) پایتخت کانتون گواسیمو در استان لیمون در کشور کاستاریکا است.